# Ніколас Песке
Ніколас Песке (англ. Nicolas Pesce) — американський режисер. Відомий завдяки створенню фільмів жахів «Очі моєї матері» (2016), «Пірсинг» (2018) та «Прокляття» (2020).

## Життя та кар'єра
Ніколас Пеше народився в Нью-Йорку в родині вихідців з Сицилії. Закінчив Школу мистецтв Тіш при Нью-Йоркському університеті. Був кліпмейкером, працював над створенням фільмів в різних іпостасях.
Прем'єра його дебютного фільму «Очі моєї матері» відбулася на кінофестивалі в Санденсі 22 січня 2016 року. Наступний повнометражний фільм «Пірсинг» також вперше показали на кінофестивалі в Санденсі 20 січня 2018 року. Останній фільм Песке «Прокляття» 3 січня 2020 року.

## Фільмографія

### Фільми
| Фільм           | Рік  | Режисер | Сценарист | Монтажер | Примітки           |
| --------------- | ---- | ------- | --------- | -------- | ------------------ |
| Очі моєї матері | 2016 | Так     | Так       | Так      | Режисерський дебют |
| Пірсинг         | 2018 | Так     | Так       | Ні       |                    |
| Прокляття       | 2020 | Так     | Так       | Ні       |                    |

### Телебачення
| Серіал         | Рік  | Режисер | Сценарист | Примітки                |
| -------------- | ---- | ------- | --------- | ----------------------- |
| Земля монстрів | 2020 | Так     | Ні        | Episode 6: Palacios, TX |